# Il bandito galante
Il bandito galante (The Great Jewel Robber) è un film del 1950 diretto da Peter Godfrey.
È un film poliziesco a sfondo drammatico e avventuroso statunitense con David Brian, Marjorie Reynolds e John Archer. È basato sulle gesta del ladro di gioielli Gerard Dennis, salito alla cronaca per le sue imprese compiute tra il 1947 e il 1948, poi arrestato e rinchiuso nel carcere di Sing Sing.

## Produzione
Il film, diretto da Peter Godfrey su una sceneggiatura di Borden Chase, fu prodotto da Bryan Foy per la Warner Bros. e girato nei Warner Brothers Burbank Studios a Burbank e a Glendale, in California, da metà agosto al 26 settembre 1949. Il titolo di lavorazione fu  After Nightfall.

## Distribuzione
Il film fu distribuito con il titolo The Great Jewel Robber negli Stati Uniti dal 15 luglio 1950 al cinema dalla Warner Bros.
Altre distribuzioni:
- in Danimarca l'8 marzo 1951 (Spøgelsestyven)
- in Francia il 27 aprile 1951 (Gentleman cambrioleur)
- in Germania Ovest il 18 luglio 1952 (Juwelenraub um Mitternacht)
- in Austria nel settembre del 1952 (Juwelenraub um Mitternacht)
- nelle Filippine l'11 novembre 1952
- in Portogallo il 18 novembre 1952 (O Ladrão Fantasma)
- in Grecia (O fantomas tis 5is leoforou)
- in Grecia (O lopodytis fantasma)
- in Italia (Il bandito galante)

## Critica
Secondo il Morandini è un film di maniera, "un giallo avventuroso di ritmo alacre".

## Promozione
La tagline è: His Evening Dress Was Always 'White Tie'... and a black automatic!.